# Élections législatives moscovites de 2024
Les élections législatives moscovites de 2024 ont lieu le 8 septembre 2024 lors des infranationales russes à Moscou afin de renouveler les 45 sièges de la douma de la ville de Moscou.

## Contexte
Les élections de 2019 à la Douma municipale de Moscou ont été marquées par des manifestations massives dans la ville, déclenchées par la disqualification de plusieurs candidats alliés à Alexeï Navalny, Dmitri Goudkov, Iabloko ou à des mouvements citoyens locaux. Les réactions négatives qui ont suivi et la tactique de vote intelligent, proposées par l'équipe de Navalny, ont permis aux indépendants soutenus par le maire Sergueï Sobianine de remporter une faible majorité de seulement 25 sièges à la Douma municipale de Moscou, qui compte 45 membres, et de perdre le vote populaire au profit du KPRF (bien que dans au moins trois circonscriptions la mairie a soutenu les candidats communistes). Les forces pro-gouvernementales à la Douma municipale ont créé deux factions – Russie Unie (19 membres) et Mon Moscou (5 membres), tandis que l'opposition était représentée par le Parti communiste (13 membres), Iabloko (4 membres) et Russie juste (3 membres).
Le premier changement dans la composition de la Douma a eu lieu en août 2020, lorsque le vice-président communiste Nikolaï Goubenko du district 37 est décédé des suites d'une maladie. En octobre 2020, un autre membre communiste, Oleg Cheremetiev du district 19, a quitté la chambre après avoir été expulsé après avoir été reconnu coupable de fraude. Les deux sièges vacants ont été pourvus lors des élections partielles de 2021 : la pédiatre et députée municipale Elena Kats a renversé le district 19 pour Russie Unie, et l'ancien membre de la Douma d'État Vladimir Ryjkov – district 37 pour Iabloko. Ryjkov a cependant quitté la Russie à l’été 2022 et a officiellement démissionné de la Douma fin janvier 2024, laissant son siège vacant jusqu’à la prochaine convocation.
En mars 2021, les députés Ielena Chouvalova (district 44) et Dmitry Loktev (district 2) ont été expulsés de la faction du PCRF à la Douma municipale pour avoir « systématiquement discrédité la faction ». Chouvalova avait déjà été expulsée du parti en juin 2020 pour insubordination régulière, notamment non-paiement des cotisations du parti, contestation du chef de faction Nikolaï Zoubriline et collaboration avec l'opposition libérale, tandis que Loktev a été démis de ses fonctions en février 2021 pour avoir voté contre le budget de la ville. Un troisième député communiste, Ievgueni Stoupine (district 20), a été expulsé du parti en mars 2023, un mois plus tard, il a été limogé de la faction et a ensuite quitté la Russie. Trois membres de la Douma municipale de Moscou ont également été déclarés agents étrangers par le ministère de la Justice : Daria Bessedina (Iabloko) en janvier 2023, Ievgueni Stoupine (KPRF) et Mikhaïl Timonov (Russie juste) en juin 2023. Le 8 mai 2024, lors de l'avant-dernière 7e session de la Douma de Moscou, Stoupine a été expulsé pour absentéisme après avoir quitté la Russie en septembre 2023 et n'avoir assisté à aucune session de la Douma depuis. Le 15 mai 2024, le président Vladimir Poutine a signé une loi interdisant aux agents étrangers de se présenter à des élections en Russie jusqu'à ce que le statut d'agent étranger soit révoqué. Pour les députés actuels de la Douma municipale de Moscou, cela ne s'appliquait qu'à Timonov, qui n'avait pas annoncé publiquement ses intentions, Bessedina ayant déjà décidé de prendre sa retraite, tandis que Stoupine avait été expulsé.
Le dernier redécoupage de Moscou ayant eu lieu en 2014, une nouvelle carte de la Douma municipale de Moscou devrait être adoptée pour les élections de 2024. Fin décembre 2023, une nouvelle carte de district a été proposée puis adoptée par la Douma municipale de Moscou. La nouvelle carte a été fortement critiquée comme étant tronquée par les députés eux-mêmes, d'autant plus que selon la carte adoptée, les districts de Sergueï Mitrokhine, Mikhaïl Timonov, Iekaterina Iengalytcheva et Lioubov Nikitina ont été pratiquement éliminés.

## Mode de scrutin
En vertu des lois électorales en vigueur, la Douma municipale est élue pour un mandat de cinq ans au scrutin majoritaire à un tour dans 45 circonscriptions. Actuellement, Moscou est le seul sujet fédéral de Russie utilisant le système majoritaire complet pour élire les membres de la législature régionale.

## Candidats
45 circonscriptions uninominales ont été créées à Moscou.Pour inscrire les candidats dans les circonscriptions uninominales, il faut recueillir 3 % des signatures des électeurs inscrits dans la circonscription.
Les partis suivants ont été dispensés de la nécessité de recueillir des signatures: 
- Russie unie
- Parti communiste de la fédération de Russie
- Russie juste
- Parti libéral-démocrate de Russie
- Nouvelles personnes

## Résultats
|                           |                           |                 |                 |                 |        |              |               |  |  |  |  |  |  |  |
| Parti                     | Parti                     | Proportionnelle | Proportionnelle | Proportionnelle | UM1    | Total Sièges | +/-           |  |  |  |  |  |  |  |
| Parti                     | Parti                     | Voix            | %               | Sièges          | Sièges | Total Sièges | +/-           |  |  |  |  |  |  |  |
|                           | Russie unie               |                 |                 |                 |        |              |               |  |  |  |  |  |  |  |
|                           | Parti communiste          |                 |                 |                 |        |              |               |  |  |  |  |  |  |  |
|                           | Russie juste              |                 |                 |                 |        |              |               |  |  |  |  |  |  |  |
|                           | Parti libéral-démocrate   |                 |                 |                 |        |              |               |  |  |  |  |  |  |  |
|                           | Nouvelles personnes       |                 |                 |                 |        |              |               |  |  |  |  |  |  |  |
|                           | Rodina                    |                 |                 |                 |        |              |               |  |  |  |  |  |  |  |
|                           | RPPSS                     |                 |                 |                 |        |              |               |  |  |  |  |  |  |  |
|                           | Plateforme civique        |                 |                 |                 |        |              |               |  |  |  |  |  |  |  |
|                           | Les Verts                 |                 |                 |                 |        |              |               |  |  |  |  |  |  |  |
|                           | Patriotes de Russie       |                 |                 |                 |        |              |               |  |  |  |  |  |  |  |
|                           | RPSS                      |                 |                 |                 |        |              |               |  |  |  |  |  |  |  |
|                           | Iabloko                   |                 |                 |                 |        |              |               |  |  |  |  |  |  |  |
|                           | Parti des entrepreneurs   |                 |                 |                 |        |              |               |  |  |  |  |  |  |  |
|                           | Indépendants              |                 |                 |                 |        |              |               |  |  |  |  |  |  |  |
|                           | Votes blancs et invalides |                 |                 |                 |        |              |               |  |  |  |  |  |  |  |
|                           |                           |                 |                 |                 |        |              |               |  |  |  |  |  |  |  |
| Votes valides             |                           |                 |                 |                 |        |              |               |  |  |  |  |  |  |  |
| Votes blancs et invalides |                           |                 |                 |                 |        |              |               |  |  |  |  |  |  |  |
| Total                     | Total                     |                 | 100             | 11              | 30     | 41           | en stagnation |  |  |  |  |  |  |  |
| Abstentions               |                           |                 |                 |                 |        |              |               |  |  |  |  |  |  |  |
| Inscrits / participation  |                           |                 |                 |                 |        |              |               |  |  |  |  |  |  |  |